# Tlačítko mrtvého muže

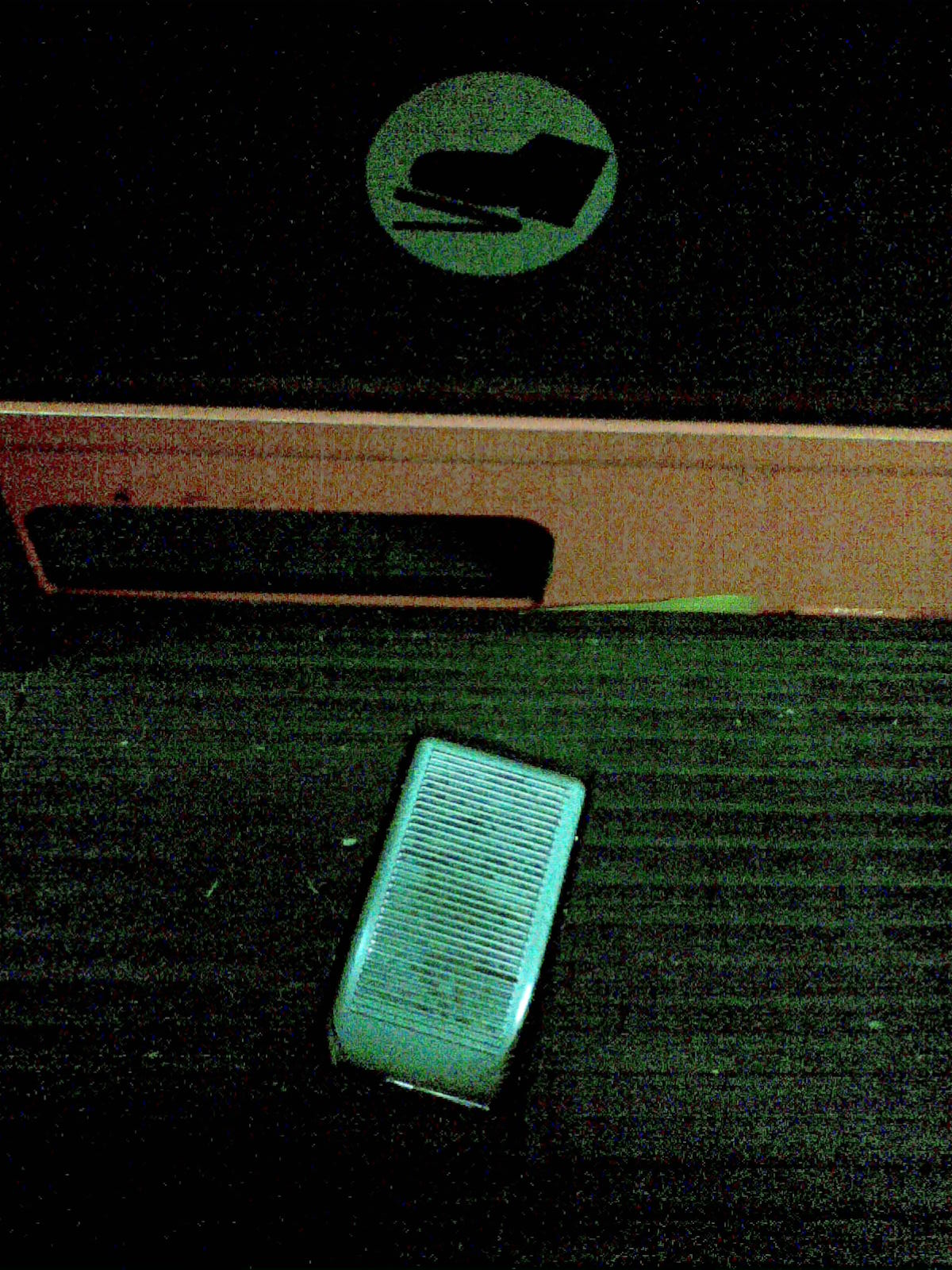
Pedál fungující jako spínač mrtvého muže ve VZV

Tlačítko mrtvého muže je spínač, který je navržen tak, aby se aktivoval nebo deaktivoval, pokud se obsluha stane neschopnou, například v důsledku smrti, ztráty vědomí nebo tělesného vyřazení z ovládání. Původně se používal pro spínače na vozidle nebo stroji, ale od té doby se začal používat i pro jiné nehmotné použití, například v počítačovém softwaru.
Tyto spínače se obvykle používají jako forma ochrany proti selhání, kdy zastaví stroj bez obsluhy před potenciálně nebezpečnou činností nebo vyřadí zařízení z provozu v důsledku nehody, poruchy nebo nesprávného použití. Běžně se takto používají v lokomotivách, při doplňování paliva do letadel, v nákladních výtazích, sekačkách na trávu, traktorech, vodních skútrech, lodních motorech, řetězových pilách, sněžných rolbách, běžeckých pásech, zábavních atrakcích a mnoha lékařských zobrazovacích zařízeních. U některých strojů tyto spínače pouze uvedou stroje do bezpečného stavu, například sníží plyn na volnoběh nebo zabrzdí, přičemž stroje zůstávají v chodu a jsou připraveny k obnovení normálního provozu po obnovení kontroly.
Spínače se nepoužívají vždy k zastavení strojů a zabránění škodám; tyto spínače lze použít také jako pojistku proti selhání, protože pružinový spínač lze použít k dokončení obvodu, nejen k jeho přerušení. To umožňuje použít spínač k aktivaci škodlivého zařízení, jako je bomba nebo improvizované výbušné zařízení. Spínač, který odjišťuje zařízení, je udržován v poloze „vypnuto“ pouze trvalým tlakem ruky uživatele. Zařízení se aktivuje, jakmile je spínač uvolněn, takže pokud je uživatel omráčen nebo zabit, zatímco drží spínač, bomba vybuchne. Systém nouzového oddělení speciálních zbraní je aplikací tohoto konceptu v oblasti jaderných zbraní. Extrémnější verzí je ruský program Mrtvá ruka, který umožňuje buď automatické, nebo poloautomatické odpálení jaderných raket v případě splnění řady podmínek, a to i v případě, že by bylo zabito celé ruské vedení.

## Pozadí
Zájem o spínače mrtvého muže v dnešním Česku vzrostl v průběhu 20. století, zejména po druhé světové válce. Technologie v dopravě se tehdy výrazně zlepšily, a s tím i větší zájem o tyto bezpečnostní spínače. Kromě elektrických vlaků se spínač začal používat po zavedení elektrických tramvají (modernějších modelů) a prvních rychlovlaků. Nejčastější typ provedení jsou 2 pedály pod nohama řidiče, levý jako Spínač mrtvého muže, napravo se nacházel plyn a brzda, většinou je spínač vyžadován sepnutý jen pro plyn.